# Vachères-en-Quint
 Vachères-en-Quint  là một xã thuộc tỉnh Drôme trong vùng Auvergne-Rhône-Alpes đông nam nước Pháp.